# Епархия Боронгана
Епархия Боронгана (лат. Dioecesis Boronganensis) — епархия Римско-Католической церкви с центром в городе Боронган, Филиппины. Епархия Боронгана входит в митрополию Пало. Кафедральным собором епархии Боронгана является церковь Рождества Пресвятой Богородицы. 

## История
22 октября 1960 года Римский папа Иоанн XXIII выпустил буллу Quod sacri Calbayogani, которой учредил епархию Боронгана, выделив её из епархии Калбайога.
4 декабря 1974 года епархия Боронгана передала часть своей территории для возведения новой епархии Катармана.

## Ординарии епархии
- епископ Vicente Reyes (1961 — 1967);
- епископ Godofredo Pedernal Pisig (1968 — 1976);
- епископ Sincero Barcenilla Lucero (1977 — 1979);
- епископ Nestor Celestial Cariño (1980 — 1986);
- епископ Leonardo Yuzon Medroso (1986 — 2006);
- епископ Crispin Barrete Varquez (2007 — по настоящее время).

## Источник
- Annuario Pontificio, Ватикан, 2007
- Булла Quod sacri Calbayogani, AAS 53 (1961), стр. 470  (лат.)